# 서대문구·은평구
서대문구·은평구는 대한민국의 옛 국회의원 선거구이다. 당시 서울특별시 서대문구와 은평구 지역을 관할했다.

## 역사
제11대 국회의원 선거를 앞두고 서대문구의 일부 지역이 은평구로 분리되면서 서대문구 선거구에서 서대문구와 은평구를 모두 포함하는 선거구명으로 바뀌었다.
제13대 국회의원 선거를 앞두고 소선거구제가 채택되면서 서대문구 갑, 서대문구 을, 은평구 갑, 은평구 을로 분리되며 폐지되었다.

## 역대 국회의원
| 선거   | 정당 | 정당       | 1위 의원 | 정당 | 정당       | 2위 의원 |
| ------ | ---- | ---------- | -------- | ---- | ---------- | -------- |
| 1981년 |      | 민주한국당 | 손세일   |      | 민주정의당 | 윤길중   |
| 1985년 |      | 신한민주당 | 김재광   |      | 민주정의당 | 윤길중   |

## 역대 선거 결과

### 대한민국 제11대 국회의원 선거
|  | 33.60% |

|  | 25.39% |

|  | 7.93% |

|  | 7.08% |

|  | 6.78% |

|  | 6.52% |

|  | 4.16% |

|  | 2.94% |

|  | 1.97% |

|  | 1.92% |

|  | 1.66% |

### 대한민국 제12대 국회의원 선거
|  | 48.51% |

|  | 28.22% |

|  | 18.99% |

|  | 1.93% |

|  | 1.23% |

|  | 1.09% |